# Royal Rumble (2010)
Royal Rumble (2010) – dwudziesta trzecia gala wrestlingu w chronologii cyklu Royal Rumble wyprodukowana przez federację WWE dla zawodników z brandów Raw, SmackDown i ECW. Odbyła się 31 stycznia 2010 w Philips Arena w Atlancie w stanie Georgia. 
Gala opierała się na Royal Rumble matchu, a zwycięzca tradycyjnie otrzymał walkę o mistrzostwo świata na tegorocznej WrestleManii. W przypadku gali w 2010 roku zwycięzca otrzymał wybór, o które mistrzostwo będzie walczył na WrestleManii XXVI. Zwycięzca mógł wybrać walkę o WWE Championship (brandu Raw), World Heavyweight Championship (brandu SmackDown) lub ECW Championship (brandu ECW) - była to ostatnia gala Royal Rumble, w którym ECW Championship było opcją, ponieważ brand ECW został rozwiązany w lutym, co również dezaktywowało tytuł, będąc tym samym ostatnim PPV WWE obejmującym brand ECW.
Na gali odbyło się sześć walk. W walce wieczoru tytułowy Royal Rumble match wygrał Edge, jako ostatniego eliminując Johna Cenę. Główną walką brandu Raw była walka o WWE Championship pomiędzy panującym mistrzem Sheamusem i Randym Ortonem, który Sheamus wygrał przez dyskwalifikację. Główną walką brandu SmackDown była walka pomiędzy The Undertakerem i Reyem Mysterio o World Heavyweight Championship, które Undertaker wygrał, zachowując mistrzostwo. Główną walką brandu ECW była walka pomiędzy Christianem i Ezekielem Jacksonem o ECW Championship, które Christian wygrał i zachował mistrzostwo.

## Produkcja

### Tło
Tradycją gali Royal Rumble jest zorganizowanie Royal Rumble matchu, w którym zwycięzca otrzyma szansę na walkę o WWE Championship (brandu Raw), World Heavyweight Championship (brandu SmackDown) lub ECW Championship (brandu ECW) na WrestleManii XXVI.
Royal Rumble to coroczna gala pay-per-view (PPV) produkowana co roku w styczniu przez World Wrestling Entertainment (WWE) od 1988 roku. Jest to jeden z najważniejszych pay-per-view w tej promocji, obok WrestleManii, SummerSlam i Survivor Series nazwana „Wielką Czwórką”. Nazwa pochodzi od Royal Rumble matchu, zmodyfikowanego battle royal, w którym uczestnicy wchodzą w określonych odstępach czasu, a nie wszyscy zaczynają na ringu w tym samym czasie. Wydarzenie z 2010 roku było 23. wydarzeniem w chronologii Royal Rumble i odbyło się 31 stycznia 2010 roku w Philips Arena w Atlancie w stanie Georgia. Wystąpili w nim zapaśnicy z dywizji marek Raw, SmackDown i ECW.

### Rywalizacje
Royal Rumble oferowało walki profesjonalnego wrestlingu z udziałem wrestlerów należących do brandów Raw, SmackDown i ECW. Wyreżyserowane rywalizacje (storyline’y) były kreowane podczas cotygodniowych gal Raw, SmackDown i ECW. Wrestlerzy są przedstawieni jako heele (negatywni, źli zawodnicy i najczęściej wrogowie publiki) i face’owie (pozytywni, dobrzy i najczęściej ulubieńcy publiki), którzy rywalizują pomiędzy sobą w seriach walk mających budować napięcie. Kulminacją rywalizacji jest walka wrestlerska lub ich seria.

## Wyniki walk
| Nr                                                                                    | Wyniki | Stypulacje                                                                                        | Czas  |
| ------------------------------------------------------------------------------------- | --- | ------------------------------------------------------------------------------------------------- | ----- |
| 1D                                                                                    | Eve Torres, Gail Kim, Kelly Kelly, i The Bella Twins (Brie Bella i Nikki Bella) pokonały Alicię Fox, Jillian Hall, Katie Lea Burchill, Maryse, i Natalyę | 10-Diva tag team match                                                                            | —     |
| 2                                                                                     | Christian (c) pokonał Ezekiela Jacksona (z Williamem Regalem) poprzez pinfall                                                                            | Singles match o ECW Championship                                                                  | 11:49 |
| 3                                                                                     | The Miz (c) pokonał Montela Vontavious Portera poprzez pinfall                                                                                           | Singles match o WWE United States Championship                                                    | 7:30  |
| 4                                                                                     | Sheamus (c) pokonał Randy'ego Ortona poprzez dyskwalifikację                                                                                             | Singles match o WWE Championship                                                                  | 11:24 |
| 5                                                                                     | Mickie James pokonała Michelle McCool (c) (z Laylą) poprzez pinfall                                                                                      | Singles match o WWE Women’s Championship                                                          | 0:20  |
| 6                                                                                     | The Undertaker (c) pokonał Reya Mysterio poprzez pinfall                                                                                                 | Singles match o World Heavyweight Championship                                                    | 11:09 |
| 7                                                                                     | Edge wygrał jako ostatniego eliminując Johna Cenę | 30-osobowy męski Royal Rumble match o miano pretendenta do światowego tytułu na WrestleManii XXVI | 49:24 |
| (c) – mistrz/mistrzyni przed walkąD – walka była dark matchem (nietransmitowana w TV) | |                                                                                                   |       |

### Wejścia i eliminacje w męskim Royal Rumble matchu
– członek brandu Raw
    – członek brandu SmackDown
    – członek brandu ECW
    – zwycięzca
| Nr wejścia | Wrestler                 | Brand     | Nr eliminacji | Wyeliminowany przez           | Czas  | Eliminacje |
| ---------- | ------------------------ | --------- | ------------- | ----------------------------- | ----- | ---------- |
| 1          | Dolph Ziggler            | SmackDown | 2             | CM Punka                      | 02:39 | 0          |
| 2          | Evan Bourne              | Raw       | 1             | CM Punka                      | 02:26 | 0          |
| 3          | CM Punk                  | SmackDown | 7             | Triple H'a                    | 10:04 | 5          |
| 4          | JTG                      | SmackDown | 3             | CM Punka                      | 00:25 | 0          |
| 5          | The Great Khali          | SmackDown | 4             | Beth Phoenix                  | 01:37 | 0          |
| 6          | Beth Phoenix             | SmackDown | 5             | CM Punka                      | 01:39 | 1          |
| 7          | Zack Ryder               | ECW       | 6             | CM Punka                      | 00:32 | 0          |
| 8          | Triple H                 | Raw       | 17            | Shawna Michaelsa              | 17:55 | 3          |
| 9          | Drew McIntyre            | SmackDown | 16            | Shawna Michaelsa i Triple H'a | 14:43 | 0          |
| 10         | Ted DiBiase              | Raw       | 14            | Shawna Michaelsa              | 13:40 | 0          |
| 11         | John Morrison            | SmackDown | 15            | Shawna Michaelsa              | 11:37 | 0          |
| 12         | Kane                     | SmackDown | 11            | Triple H'a                    | 08:59 | 1          |
| 13         | Cody Rhodes              | Raw       | 13            | Shawna Michaelsa              | 08:54 | 0          |
| 14         | Montel Vontavious Porter | Raw       | 8             | Samego siebie1                | 00:07 | 1          |
| 15         | Carlito                  | Raw       | 12            | Shawna Michaelsa              | 05:09 | 0          |
| 16         | The Miz                  | Raw       | 9             | Montela Vontaviousa Portera1  | 00:17 | 0          |
| 17         | Matt Hardy               | SmackDown | 10            | Kane'a                        | 00:20 | 0          |
| 18         | Shawn Michaels           | Raw       | 27            | Batistę                       | 23:45 | 6          |
| 19         | John Cena                | Raw       | 29            | Edge'a                        | 27:11 | 4          |
| 20         | Shelton Benjamin         | ECW       | 18            | Johna Cenę                    | 00:48 | 0          |
| 21         | Yoshi Tatsu              | ECW       | 19            | Johna Cenę                    | 00:29 | 0          |
| 22         | Big Show                 | Raw       | 22            | R-Trutha                      | 05:04 | 1          |
| 23         | Mark Henry               | Raw       | 21            | R-Trutha                      | 03:09 | 0          |
| 24         | Chris Masters            | Raw       | 20            | Big Showa                     | 00:29 | 0          |
| 25         | R-Truth                  | SmackDown | 24            | Kofiego Kingstona             | 04:22 | 2          |
| 26         | Jack Swagger             | Raw       | 23            | Kofiego Kingstona             | 02:06 | 0          |
| 27         | Kofi Kingston            | Raw       | 25            | Johna Cenę                    | 03:09 | 2          |
| 28         | Chris Jericho            | SmackDown | 26            | Edge'a                        | 02:24 | 0          |
| 29         | Edge                     | SmackDown | —             | Zwycięzca                     | 07:37 | 2          |
| 30         | Batista                  | SmackDown | 28            | Johna Cenę                    | 05:24 | 1          |

- 1 – MVP został zaatakowany przez The Miza podczas jego wejścia, ale później wszedł do ringu wkrótce po wejściu Miza i wyeliminował z walki zarówno siebie, jak i Miza.